# 和光電気 (家電量販店)
和光電気株式会社（わこうでんき、英: WAKODENKI CO.,LTD.）は、かつて大阪府大阪市天王寺区に本社があった家電量販店。屋号としての表記は「和光デンキ」だった。

## 沿革
- 1950年 - タキイ商事株式会社として創業（2003年3月6日和光電気に合併）
- 1958年 - 和光電気株式会社設立
- 1968年 - 茨木店開店
- 1972年 - NEBA（日本電気大型店協会）加入
- 1973年 - 初の大型郊外店、久米田店開店
- 1974年 - 吹田配送センター開設
- 1977年 - 松之浜店開店、日用家庭用品の取り扱いを開始
- 1978年 - 寝屋川店、箕面店開店
- 1979年 - 南大阪及び北大阪流通管理センター開設、百舌鳥店開店
- 1984年 - 資本金4億1,405万円に増資、ゴールデン会員制度発足
- 1987年 - 台湾に開店、倒産まで存在。なお、台湾では和光電気という家電量販店は存在したために、和高電気という社名を名乗っていた。
- 1988年 - 徳島市に昭和町店開店、経常利益率ランキング全国1位達成
- 1989年 - インポートワールドなんば及び、同もず店開店　※海外ブランドの取り扱いを開始
- 1989年 - 茨木及び、もずにPA館を開店　※ 情報機器商品の専門店化を図る。
- 1992年 - トイザらスとの合同店舗、かしはらとくとく世界館開店、第41代アメリカ合衆国大統領ジョージ・H・W・ブッシュが来店
- 1993年 - 本社を浪速区から天王寺区上本町に移転、旧・本社跡に今宮戎店開店
- 1995年 - 新本社の1・2階を上本町本店として開店、高槻店開店、店舗数100店舗突破
- 1997年 - なんば戎橋本店を、時計専門店「ワールドウオッチ館」に業態変更
- 1998年 - 最大の売場面積を誇る、とくとく世界館大久保店（2,200坪）を明石市に開店
- 1999年 - VIPカード会員制度発足
- 2000年 - ニューライフドリーム館サンシャイン神戸店、水口店出店。同年3月期の売上は1262億円[1]
- 2001年
  - 9月13日 - ヤマダ電機と業務提携し、「和光ヤマダ電機」を設立する事を発表
- 2002年 - 2002年3月期の売上が771億円に減少[1]
- 2003年
  - 4月28日 - 大阪地方裁判所に民事再生法の適用を申請。負債総額は約300億円[1]
  - 5月12日 - 再生手続き開始決定を受ける
  - 5月31日 - 民事再生を理由に従業員を全員解雇する
  - 6月30日 - 大阪府警が鎌田敬一社長を有価証券や現金数千万円分の資産隠しを行った民事再生法違反（詐欺再生）の疑いで逮捕
  - 9月22日 - 経営再建を断念し会社清算への方針を固める
- 2005年11月15日 - 解散（登記簿に記載）。
- 2006年2月22日 - 清算結了。名実ともに56年の歴史の幕を閉じる。

## 店内で扱っていた商品
店内は家電全般の他、輸入ブランド品や衣料、ワゴンで売られる演歌などのCDやカセットテープ、ネクタイやベルト、日用雑貨、食品など幅広い品揃えだった。
バブル以降の不景気な頃でも「特別ご招待会」等のイベントを毎月1度開催し、ダイレクトメールの封筒（ダイレクトメールの発送は毎回300万通）を持ってきた顧客には必ずノベルティを進呈していた。そのノベルティの数量は半端でなく1回50万個を超えていた。これは近所の主婦たちの楽しみでもあった。

## 会員特典
「和光ゴールデンカード」という会員カードを無料で発行。店頭では「一般価格」と「会員価格」が表示されていた。登録会員数は全店で500万件、年間に最低1回以上来店購入客数は100万人を越えていた。会員向けに情報紙｢ほーむらいふ｣を
下請企業に定期発行させ､広告欄に和光デンキの広告を掲載。第三種郵便物認可定期刊行物として大量に郵送されていた。

## CM展開
- 「もし貴方が節約家なら」（キャッチフレーズ）
- 「一生懸命働くことが 私たちの誇りです。小さな種を努力で育み、お客様と喜びを分かち合う」
- 「1円、この小さな節約が 豊かな実を実らせます。無駄を省いてよりよい品を より安く」（上記2つはアニメーションのCM）
- 「いーじゃなーい和光デンキ」（素人の実写CM）
- 「中途半端でまだ安い」（当時のミドリ電化のCMに対抗）
- 「ニュードリームライフ」 2001年

など、関西ローカルにおいてテレビCMを放送していた。

## 業務提携

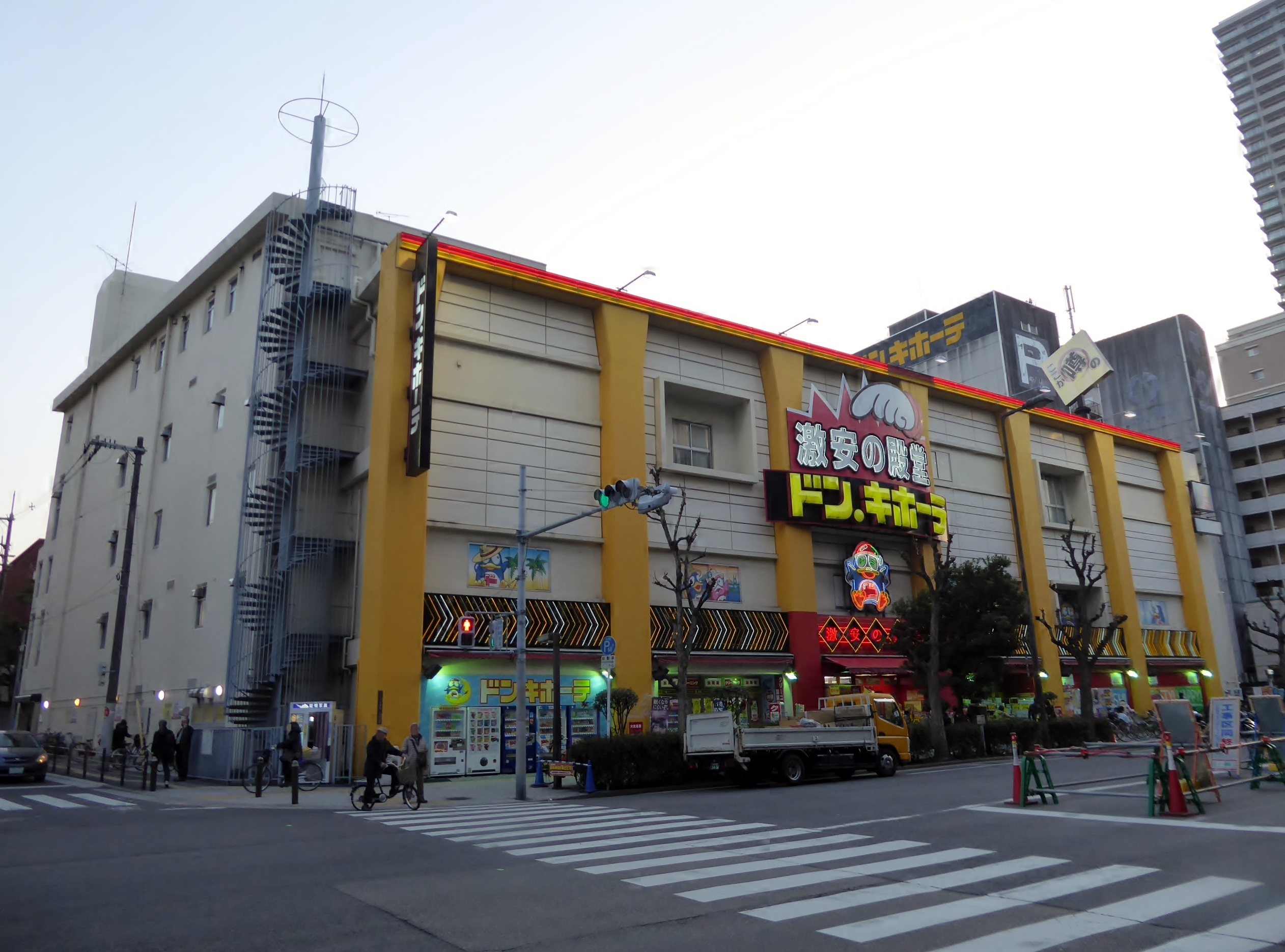
本社跡に入居するドン・キホーテ上本町店

2001年9月にヤマダ電機と業務提携して合弁会社「和光ヤマダ電機」を設立。和光電気の10店舗を承継したが、2002年11月までにそのうちの7店舗が閉鎖された。民事再生法申請時に和光電気はヤマダ電機による一方的な閉鎖であったとコメントしている。なお、合弁会社は幾度の統合を経てヤマダ電機本体に統合。
また、ドン・キホーテとも提携していた。ちなみに本社跡にドン・キホーテ上本町店が入居する等、大阪進出初期のドンキ店舗はかつては和光電気の店舗だったものが多い。
最晩年は店舗名を「××店」から「とくとく世界館」「超激安の殿堂 by WAKO」「ニュードリームライフ by WAKO」としたが、「ディスカウント」の形態は近畿では珍しくなくなりつつあり、「激安世界一への挑戦」というキャッチフレーズもむなしく空振りしていた。
WAKOヤマダ店以外はポイント制度は導入しなかった。当時の仕様は不明だがカード外観はかつてヤマダ電機店舗で使われているリライト式ポイントカードと社名と店名部分除いて同じだった。

## 倒産・終焉
2003年4月28日、大阪地裁に民事再生手続開始を申し立て、翌月、同手続開始決定がなされた。この時にもヤマダ電機が支援に名乗りを上げたものの、その後の交渉は不調に終わる。さらにその渦中の2003年6月、破綻当時の代表取締役社長であり、個人としても民事再生手続開始決定を受けていた鎌田敬一が、民事再生法違反（詐欺再生：裁判所の財産保全命令にも拘らず、多額の個人資産を隠蔽していた）の被疑事実で大阪府警に逮捕された。結局再建に向けた支援が受けられないまま、同年9月22日、和光電気の再生管財人により、「会社清算に向けた再生計画を策定する」旨の発表がなされ、経営再建を断念し会社清算への方針を固めることとなった。2005年11月15日で解散（登記簿に記載）。2006年2月22日に清算を結了した。